# 札幌市立篠路中学校
札幌市立篠路中学校（さっぽろしりつ しのろちゅうがっこう）は北海道札幌市北区篠路町篠路368番地にある公立中学校。

## 沿革
- 1947年（昭和22年）5月1日 - 篠路村立篠路中学校開校(篠路村立篠路小学校に併置)
- 1948年（昭和23年）2月10日 - 現在地に独立校舎完成
- 1955年（昭和30年）3月1日 - 札幌市と合併に伴い、札幌市立篠路中学校と改称
- 1979年（昭和54年）3月25日 - 札幌市立太平中学校新設分離
- 1986年（昭和61年）3月25日 - 札幌市立篠路西中学校新設分離
- 1989年（平成元年）3月25日 - 札幌市立上篠路中学校新設分離
- 1995年（平成7年）3月26日 - 札幌市立あいの里東中学校新設分離
- 1997年（平成9年）11月15日 - 開校50周年記念式典
- 2013年（平成25年）4月 - 新1年生より標準服変更

## 教育目標
自ら立ち 未来を拓く 生徒の育成
- 深く考え 意欲的に学ぶ生徒（考える人）
- 困難に打ち勝つ意志と 身体を鍛える生徒（鍛える人）
- 責任を自覚し 根気強く実行する生徒（根気強い人）
- 心情を豊かに育て 自他を大切にする生徒（誠実な人）

## 出身者
※五十音順
- 井川絵美 - タレント
- 井上祐一 - ジャズピアニスト
- 江川有未 - タレント・女優
- 岡田敦 - 写真家
- 岡本聡 - 慶應義塾大学理工学研究科特任教授
- 近藤はじめ - 北海道放送アナウンサー、気象予報士
- 武田真治 - 俳優（2年時に篠路西中学校に移籍）
- 麓慎一 - 新潟大学教育学部教授
- 半﨑美子 - シンガーソングライター
- 松崎真人 - ミュージシャン
- MIZUHO - 歌手（元ZONE）